# Вејверли (Алабама)
Вејверли (енгл. Waverly) град је у америчкој савезној држави Алабама. По попису становништва из 2010. у њему је живело 145 становника.

## Демографија
Према попису становништва из 2010. у граду је живело 145 становника, што је 39 (21,2%) становника мање него 2000. године.
| Група             | 2000.       | 2010.       |
| Белци             | 149 (81,0%) | 127 (87,6%) |
| Афроамериканци    | 35 (19,0%)  | 17 (11,7%)  |
| Азијати           | 0 (0,0%)    | 0 (0,0%)    |
| Хиспаноамериканци | 0 (0,0%)    | 4 (2,8%)    |
| Укупно            | 184         | 145         |